# Magna Tower
Der Magna Tower (vormals Iduna-Hochhaus, GFKL-Hochhaus oder City Tower) im Essener Stadtteil Westviertel nahe dem Stadtkern ist ein 1963 errichtetes und in den Jahren 2016/17 saniertes Büro-Hochhaus.

## Architektur
Das Gebäude wurde nach einem Entwurf des Architekten Friedrich Wilhelm Kraemer in den Jahren 1961 bis 1963 im Westen des Limbecker Platzes errichtet. Es erreicht mit 15 Etagen eine Höhe von rund 57 Metern und besitzt eine gläserne Vorhangfassade vor einem Stahl-Beton-Skelett. Der Sohn des Architekten Kaspar Kraemer, der einstige Präsident des Bundes Deutscher Architekten, beschreibt das Haus wie folgt:

„Es ist eine Ikone der jungen Bundesrepublik, in seiner Schlankheit und Schwerelosigkeit ein Symbol, in Essen einmalig.“

Der Gebäudekomplex besteht, von dem westlich angegliederten Parkhaus mit 535 Stellplätzen abgesehen, aus zwei Baukörpern; das eine ist das 15-stöckige, gläserne Bürohochhaus mit 700 Quadratmetern Nutzfläche pro Etage, das andere ist der zweigeschossige, flache und vorgelagerte Sockelbau. Dieser Gebäudeaufbau ist an das Lever House in New York City angelehnt, das auch als Vorbild für das Postbank-Hochhaus in Essen diente.
Das Hauptgebäude bietet pro Etage rund 700 Quadratmeter Nutzfläche.

## Nutzung
Einst wurde das Haus für die Iduna-Versicherung entworfen, woraus sich der damalige Name Iduna-Hochhaus herleitete. Bis zur Fertigstellung der neuen Karstadt-Zentrale in Schuir 1969 war ein Teil dieser im Iduna-Hochhaus untergebracht, der andere Teil im einstigen Warenhaus am Limbecker Platz. Der Finanzdienstleister GFKL zog 1999 in das Iduna-Hochhaus ein und verließ es im Sommer 2014 wieder. Seit der Sanierung 2016 wird das Hochhaus weiterhin als Büro- und Geschäftshaus dienen und wurde in City Tower Essen umbenannt.
Das Gebäude, das nach Auszug des Finanzdienstleisters GFKL seit Sommer 2014 leer stand und dessen Eigentümer insolvent war, wurde im Oktober 2015 im Essener Amtsgericht für 8,2 Millionen Euro von einem Essener Büro für Bauanalytik ersteigert, wobei der zu dieser Zeit ermittelte Verkehrswert lediglich mit 2,465 Millionen Euro angegeben war. Ein Gutachten verwies auf Belastungen durch PCB und Asbest. Zudem hatte das Bauordnungsamt aufgrund der Fluchtwege, die nicht mehr den aktuellen Anforderungen genügten, ein Nutzungsverbot erlassen.
Die im Juni 2016 begonnene Sanierung des Hochhauses kostete etwa 30 Millionen Euro. Am 5. Mai 2017 fand die offizielle Einweihung des noch sogenannten City Towers im Beisein von Oberbürgermeister Thomas Kufen statt. Die Finanzierung lief über Partner aus Bochum und Hamburg. Unter anderem wurde die alte Fassade abgehängt und vollständig durch eine neue ersetzt. Im 2600 Quadratmeter bietenden flachen Vorbau eröffnete im März 2017 ein Fitness-Studio.

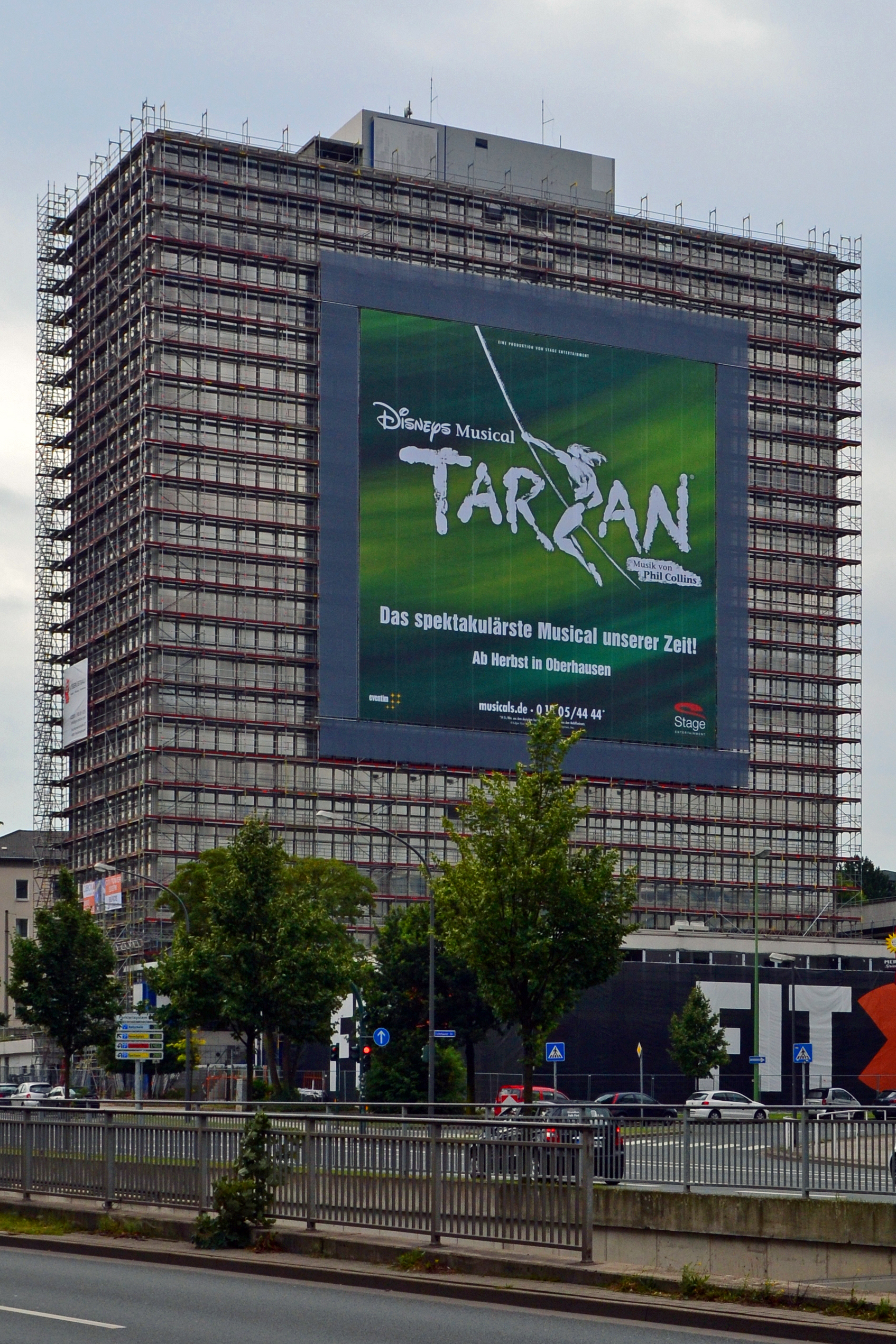
Umbau im August 2016

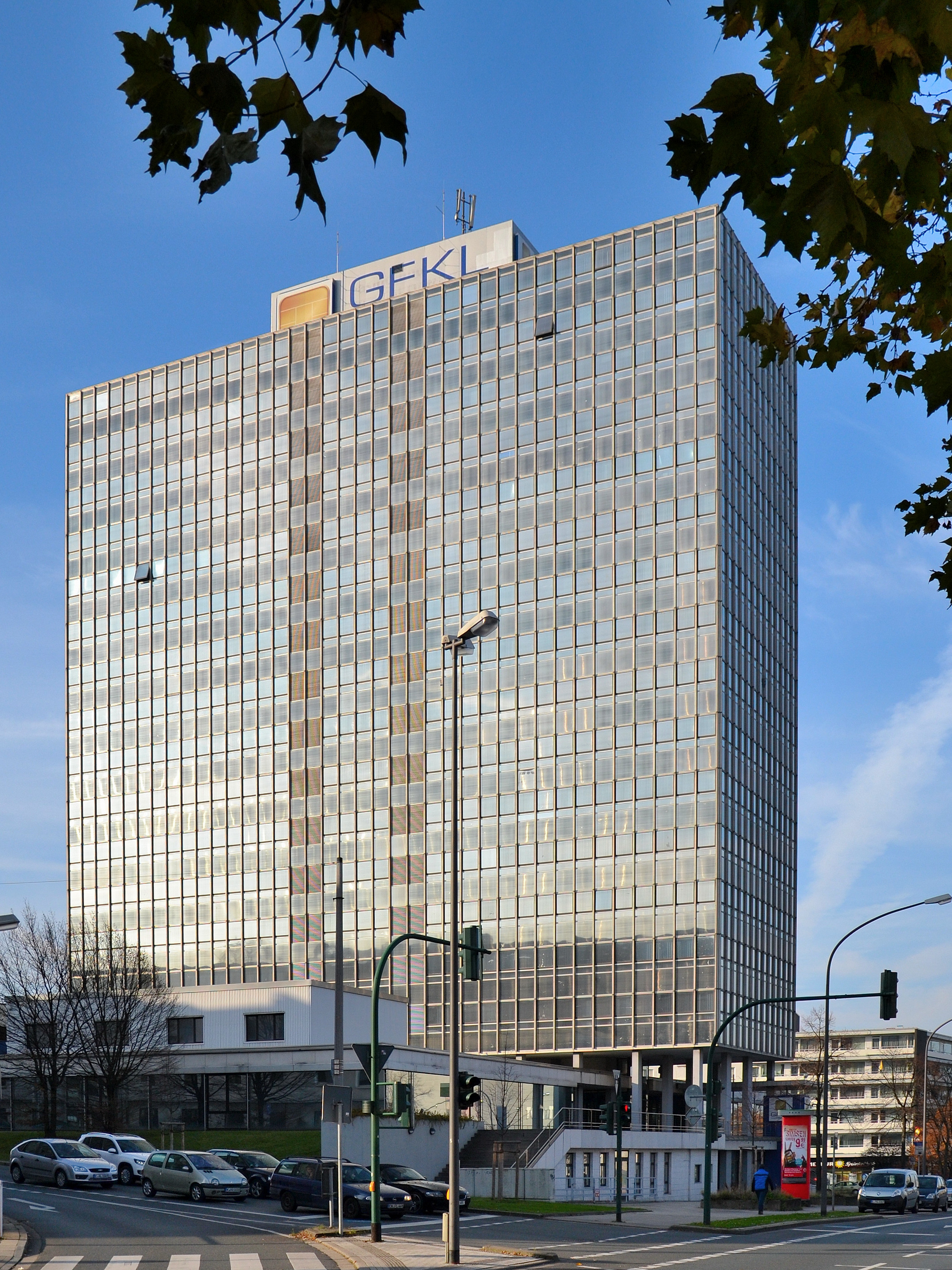
GFKL-Hochhaus (2012)

Seit Sommer 2017 ist das Gebäude zu hundert Prozent im Besitz der Hamburger Magna Immobilien AG, und erhielt den Namen Magna Tower. Seit Herbst 2019 ist das Gebäude wieder vollständig vermietet.